# Der Marshall von Cimarron
Der Marshall von Cimarron (Originaltitel: Cimarron Strip) ist eine US-amerikanische Westernserie aus dem Jahr 1967, von der nur eine Staffel entstand.

## Handlung
U.S. Marshal Crown wird in den späten 1880er Jahren aus Texas ins dünn besiedelte Cimarron County gesandt, um dort für Recht und Ordnung zu sorgen. Die Stadt liegt an der Grenze zum Indianergebiet, dem No Man’s Land. Das Gebiet hat kaum organisierte Regierungsstrukturen und ist ein Rückzugsort für Outlaws. Dementsprechend liegt eine schwere Aufgabe vor dem Marshal, dem jedoch Angus MacGregor und Francis Wilde als Deputys zur Seite stehen.

## Figuren

### Hauptfiguren
- U.S. Marshal Jim Crown kommt aus Abilene nach Cimarron. Bei seiner Ankunft hat die Stadt keinen Sheriff und das nächste Fort der U.S. Army ist weit entfernt. Es liegt nun an ihm, im Grenzland zum Indianer-Territorium das Recht durchzusetzen.

- Dulcey Coopersmith, eine Einwandererin aus England kommt zufällig im gleichen Zug wie Marshal Crown in Cimarron an. Nach dem Tod ihrer Mutter sucht sie dort nach ihrem Vater, dem zusammen mit einem Geschäftspartner der lokale Saloon, der Wayfarers Inn, gehört. Ihr Vater ist jedoch ebenfalls bereits verstorben, sie tritt an dessen Position im Saloon ein.

- Angus MacGregor, einem Einwanderer aus Schottland, gehörte zusammen mit Dulceys Vater der Saloon Wayfarers Inn.

- Francis Wilde ist ein in St. Louis geborener junger Reporter und Fotograf, und war ein Freund des verstorbenen Vaters von Dulcey.

### Nebenfiguren
- Fabrizio, Barkeeper des Wayfarers Inn (7 Folgen)
- U.S. Army Major Ben Covington (3 Folgen)

## Produktion
Die 23 produzierten Folgen hatten jeweils eine Länge von 90 Minuten, was für Westernserien der 1960er Jahre ungewöhnlich war. Die Titelmusik der Serie wurde vom mehrfachen Oscargewinner Maurice Jarre komponiert. Zahlreiche Filmstars absolvierten Gastauftritte, darunter David Carradine, Joseph Cotten, John Saxon, Robert Lansing, Robert Duvall, Leslie Nielsen, Jon Voight, Beau Bridges, Harry Dean Stanton, Tom Skerritt, Seymour Cassel und Telly Savalas. Daneben wirkten bekannte Gesichter aus Film- und Fernsehwestern wie Richard Boone, Pat Hingle, Slim Pickens und Jack Elam in Gastrollen mit.

## Hintergrund
Das Cimarron County wurde nach dem gleichnamigen Fluss benannt. Es wurde 1890 in das Oklahoma-Territorium eingegliedert und liegt heute im Oklahoma Panhandle.